# Avenida de las Camelias
Avenida de las Camelias é uma marcha militar da infantaria argentina composta por Pedro Maranesi em 1915 num local denominado Campo del Durazno localizado em Rosario de la Frontera (Província de Salta), local onde estava concentrada a 5ª divisão do exército para a realização de manobras militares.
É uma da marchas mais tocadas pelo exército argentino e também foi o símbolo do governo militar no país.